# Martin Damsbo
Martin Damsbo Christensen (født 26. maj 1985) er en dansk bueskytte, der tilhører verdenseliten i sin sport. Han begyndte at dyrke sporten som niårig.

## Resultater
Martin Damsbo konkurrerer primært i compundklassen. Blandt hans bedste internationale resultater kan nævnes bronze ved VM i 2007 og bronze ved EM i 2008. Han vandt sammen med Torben Johannesen og Patrick Laursen sølv ved VM i Torino for hold i 2011. I 2010 vandt han sammen med Camilla Sømod sølv ved EM for mixed hold. Han satte verdensrekord på 90 m med 350 point ved World Cup-stævnet i Shanghai i 2009.
Sammen med Stephan Hansen og Patrick Laursen vandt han bronze for hold ved VM i København.
Han har været nr. 1 på den danske rangliste fra 2004-2013.